# 最终幻想16
《最终幻想16》是由史克威尔艾尼克斯主導開發與發行的2023年動作角色扮演遊戲。本作為《最終幻想》系列的第十六部正統作品，於2023年6月22日在PlayStation 5上發布，Microsoft Windows版則在2024年9月17日發布。Xbox Series X/S版于2025年6月9日发布。本作具有分段式半開放世界和注重動作的戰鬥系統。本作包含一些《最終幻想》系列的經典元素，例如用於區域旅行的陸行鳥以及作為頭目或使用其力量戰鬥的召喚獸。
本作的背景設定在劃分成六個國家的雙大陸伐利斯傑亞，這六國正透過魔法水晶和「顯化者」掌控力量。隨著被稱為「魆黑地帶」的枯竭土地開始吞噬大陆，導致各國之間的關係更加緊張。身為約書亞的守護者兼哥哥克萊夫・羅茲菲德，目睹自己的王國被毀並且被捲入於伐利斯傑亞大陸上各國之間的衝突和推動戰爭的秘密力量之中。
本作概念於2015年開始開發，開發成員包括製作人吉田直樹、主導演高井浩、藝術家皆川裕史和高橋和哉、創意總監兼首席編劇前廣和豐、作曲家祖堅正慶、以及曾在卡普空工作的戰鬥設計師鈴木良太。吉田為了重新激發本系列的活力而打造一個具有吸引力的黑暗奇幻故事線。本作製作和宣傳都受到COVID-19疫情和俄烏戰爭的影響。
本作的故事情節、畫面、音樂和遊戲玩法受到遊戲媒體的好評。批評主要集中在缺乏角色扮演的元素、技術問題和支線任務的設計。雖然遊戲在發售首周售出超過三百萬套，但並未能達到史克威爾艾尼克斯的預期。遊戲發售後支援各種可下载内容，其中包括以故事為核心的戰役以及添加新功能和遊戲物品的小型更新檔。

## 遊戲玩法

《最終幻想16》中克萊夫使用奧汀召喚獸的攻擊招式。

《最終幻想16》是一款動作角色扮演遊戲，玩家扮演主人公克萊夫·羅茲菲德以及由AI操控的輪換隊友穿越伐利斯傑亞大陸的分段式開放區域。陸行鳥和各種怪獸類型等《最終幻想》系列的經典元素在遊戲中登場。序章結束後，克萊夫可以前往伐利斯傑亞的各個地區。遊戲世界分為封閉的地下城環境、城鎮環境和更廣闊的開放區域，所有地區都可透過選單中的世界地圖選擇快速旅行。開放區域的旅行能夠以步行或騎乘陸行鳥進行。克萊夫的秘密基地是作為遊戲地圖的藏身處，基地可以與非玩家角色對話、追蹤克萊夫與不同角色的關係、訪問不同的商店製作和升級裝備，並接受從角色給予的怪物狩獵支線任務。玩家可以隨時存取名為「動態時間知識集」的資料庫，該資料庫具有關於地點、角色和術語的資訊。
戰鬥只發生在和玩家探索的同一區域中，一旦敵人發現隊伍戰鬥就會開始。克萊夫是本作唯一可操控的角色，其他隊伍成員則由AI操控，隊伍成員都擁有各自的攻擊和魔法招式。隊伍中有一位名為托加爾的常見夥伴，它會根據克萊夫的命令執行特殊攻擊或治療。在戰鬥中，克萊夫可以使用普通攻擊、閃避，以及使用「召喚獸」的元素能力。克萊夫在戰鬥中可以切換成不同的召喚獸能力，並將其串聯成不同的連擊攻擊。由於本作的戰鬥核心機制是「削弱」，因此在戰鬥中隊伍可以對敵人造成特定類型的傷害積累削弱槽，使之暫時昏迷以變得更容易受到更多的傷害。在部分劇情中，克萊夫會進行與召喚獸的專屬戰鬥。擊敗召喚獸後，克萊夫將會獲得與召喚獸相關的能力與招式。在本作中克莱夫无法随意变身为召唤兽，仅能在特定章节剧情中变身为“召唤兽伊芙利特”，在本体与资料片中的boss战中可供使用，玩家共有6场战斗，可亲自操作“召唤兽伊芙利特”战斗并释放相关的能力与招式。
遊戲開始時提供兩種難度設定，分別為「劇情聚焦」與「動作聚焦」模式。 「劇情聚焦」為玩家提供簡化戰鬥和增強角色的輔助道具，另一種則是「動作聚焦」模式。遊戲通關後會解鎖新的選項，包括「新遊戲+」。該模式的新遊戲會繼承角色的屬性和裝備，以及新增的更高難度「Final Fantasy挑戰賽」模式。該模式不僅提高整體難度，敵人的分佈也有所改變。此外，還有透過戰鬥得分系統對玩家進行評分的街機模式，其中包含更具挑戰性的「究極狂熱模式」。在這些模式中，克萊夫可以進一步升級武器和在「最終幻想」模式中升級飾品，並接受限制性的挑戰。

## 概要

### 背景設定
《最終幻想XVI》的故事發生在虛構世界伐利斯傑亞。在「風暴」與「灰燼」兩大大陸上散佈著巨大的魔法水晶——母水晶，各族群透過開採母水晶的碎片獲得乙太並驅動文明發展。有一種被稱為「禀賦者」的人類，他們能夠不依賴水晶使用魔法，但受到歧視和奴役，而且過度使用魔法會導致石化並死亡。召喚獸（Eikons）是伐利斯傑亞大陸上擁有強大力量的魔法生物，由「顯化者」操控。伐利斯傑亞大陸上共有八隻召喚獸，分別為鳳凰（火）、濕婆（冰）、拉姆（雷）、利維坦（水）、泰坦（土）、迦樓羅（風）、奧汀（暗）和巴哈姆特（光）。但是，其中不可能存在的第二個火屬性召喚獸伊弗利特是推動劇情的關鍵。
在伐利斯傑亞中主要的國家包括位於「風暴」大陸上的羅札利亞公國、贊布雷克皇國和達爾梅奇亞共和國、「灰燼」大陸上的渥魯德王國，以及位於「灰燼」與「風暴」大陸之間的中立國水晶自治領。除此之外還有一個由水晶教會掌管的孤立國家，位於「風暴」海岸西邊的鐵王國。在故事中，古代人民曾經統治伐利斯傑亞，但他們的文明被某場大災難摧毀，只留下遍布大地的遺跡。遊戲開始時，伐利斯傑亞正遭受導致所有生命凋零的乙太枯竭——「魆黑地帶」，迫使各國之間陷入衝突。由於「顯化者」能夠召喚出召喚獸，因此在各國的政治和軍事中扮演著重要角色。根據「顯化者」的出生地點而有所不同，有成為政治領袖、有因其力量而受到容忍、遭受虐待，甚至被殺或作為戰爭武器使用的「顯化者」。

### 人物
本作主角為克萊夫・羅茲菲德，他是羅札利亞公國大公家的長子。由於他的弟弟約書亞是鳳凰的「顯化者」，因此克萊夫不在大公候選名單內；克萊夫能夠獲得並使用多個召喚獸的力量。克萊夫的同伴之一是他青梅竹馬濕婆的「顯化者」吉兒・渥瑞克，其一生的大部分時間都作為鐵王國政治人質度過。在旅途中，克萊夫也與他的獵犬托加爾同行，以及反覆出現在最終幻想系列中，為「顯化者」和「禀賦者」提供庇護的拉姆「顯化者」希德法斯・忒拉蒙。其他重要角色還包括渥魯德王國國王兼奧丁「顯化者」巴拿拔斯・札爾姆；渥魯德王國間諜兼迦樓羅「顯化者」貝妮迪妲・赫曼；達爾梅奇亞共和國的經濟顧問兼泰坦「顯化者」胡戈・庫普卡；贊布雷克皇國的聖龍騎士團團長暨大皇子兼巴哈姆特「顯化者」狄恩・勒薩若；以及水之民聖嬰兼利維坦「顯化者」瓦雷亞斯。

### 情節
克萊夫在少年時期時擔任約書亞的護衛並受到火之召喚獸鳳凰的祝福。兄弟倆與他們的父母埃爾文大公和安娜貝拉大公妃，以及寄身於大公家的吉爾一起生活。克萊夫與約書亞陪同埃爾文前往覺醒約書亞力量的地點——鳳凰門，但卻遭到贊布雷克皇國士兵的埋伏。埃爾文的死亡間接引發鳳凰的毀滅性覺醒，隨後克萊夫目睹約書亞被一隻名為伊弗利特的召喚獸殺死，因此克萊夫誓言要為此復仇。安娜貝拉鄙視克萊夫沒有獲得祝福，為了保住自己的血統而背叛羅札利亞，並與贊布雷克的軍隊合作將克萊夫奴役。十三年後，成為「禀賦者」的克萊夫被派遣到達爾梅奇亞共和國與鐵王國之間的戰爭前線中暗殺鐵王國的「顯化者」——被奴役的吉兒。克萊夫為解救吉兒而叛逃，兩人也因此被希德救下並同意幫助克萊夫尋找伊弗利特的「顯化者」。在追蹤一位神秘「顯化者」的過程中與貝妮迪妲交戰，克萊夫從她身上奪取召喚獸迦樓羅的力量。由於貝妮迪妲失去迦樓羅的力量而精神崩潰，也因此遭到強盜襲擊並暴走，這也間接導致克萊夫變成伊弗利特並將她殺死。克萊夫一度為自己是伊弗利特以及殺死約書亞的事實感到絕望，就在此時，希德鼓勵他繼續尋找變身背後的真相。
在克萊夫和吉兒親眼目睹被佔領的羅札利亞中對「禀賦者」及同情「禀賦者」的人的全面壓迫後，他們決定與希德聯手展開摧毀各國母水晶的任務。克萊夫等人潛入贊布雷克的首都摧毁母水晶，但在母水晶處遇見一名名為「雅爾提瑪」的存在，希德因此被雅爾提瑪重傷致死。事後雅爾提瑪試圖操控克萊夫，幸虧此時在伊弗利特的襲擊中因鳳凰的力量而倖存下來的約書亞，將雅爾提瑪封印在體內。与此同时，貝妮迪妲的情人胡戈被巴拿拔斯的手下操縱，貝妮迪妲的死令胡戈誓言向希德復仇。五年后，克萊夫繼承「希德」這一頭銜與使命，並和吉兒一起摧毀鐵王國的母水晶以及向依姆藍復仇。隨著贊布雷克為獲取母水晶而成功佔領水晶自治領，安娜貝拉企圖讓與贊布雷克皇國神皇席維斯特所生的兒子奧利維爾取代狄恩成為王位繼承人。胡戈為引出「希德」而入侵羅札利亞，克萊夫無法忽視胡戈的所作所為而在戰鬥中重創胡戈並揭露自己才是殺死貝妮迪妲的人。胡戈因复仇心切，变成狂暴的泰坦。克萊夫在完全掌握伊弗利特的力量后將胡戈殺死，並摧毀了達爾梅奇亞的母水晶。
狄恩在約書亞的建議下發動針對安娜貝拉的政變卻意外殺死席維斯特。見此狀況的雅爾提瑪傀儡奧利維爾刺激狄恩暴走並變成失控的巴哈姆特。克萊夫與約書亞重聚，攜手擊敗巴哈姆特並摧毀水晶自治領的母水晶。狄恩被擊敗後並殺死奧利維爾，導致精神崩潰的安娜貝拉自殺。巴拿拔斯後來與克萊夫對峙並揭示雅爾提瑪的計劃是將克萊夫塑造成「繆托斯」。在吉兒將她的召喚獸濕婆的力量給了克萊夫後，克萊夫成功將巴拿拔斯殺死並摧毀渥魯德的母水晶。約書亞對古代遺跡的研究表明，雅爾提瑪的族人設置了母水晶，以吸取乙太創世。天空文明及其人類後代被創造出來是為了培養強大的容器以便能夠施展復活魔法。克萊夫、約書亞和狄恩襲擊雅爾提瑪的天空堡壘「始源」。在戰鬥中，雅爾提瑪將狄恩殺死，並從約書亞體內撕裂出他的一部分碎片，給予約書亞致命傷害。約書亞犧牲自己將他的召喚獸力量交給克萊夫。在殺死雅爾提瑪後，克萊夫治癒約書亞的傷口，並為了消除伐利斯傑亞的魔法而摧毀「始源」內最後的母水晶。结局最後在伐利斯傑亞的未來中，魔法被視為傳說。在和平時代的某個家庭，擁有一本約書亞署名，記錄了遊戲中事件的書。

## 開發
《最终幻想16》是由史克威尔艾尼克斯旗下第三開發事業本部開發。開發團隊包括曾參與大型多人在线角色扮演游戏《最终幻想XIV》的成員，以及多位來自伊瓦莉斯聯盟宇宙的資深開發者。製作人吉田直树曾擔任《最終幻想14》的製作人兼導演。主要導演是曾參與《沙加》系列和《最後的遺跡》而聞名的高井浩。前廣和豐擔任創意總監兼首席編劇、首席遊戲設計師則是權代光俊。前LEVEL-5的設計工程師橋本祐介擔任首席系統程式設計師。美術總監由皆川裕史擔任，而角色設計則由高橋和哉負責。本作標誌是由長期擔任插畫家的天野喜孝設計，為呼應遊戲主題與故事背景而以鳳凰與伊弗利特的戰鬥呈現。
《最終幻想16》的計畫始於2015年，當時史克威爾艾尼克斯的行政總裁松田洋祐找到吉田直樹並希望他開發下一部《最終幻想》主線作品。吉田當時正完成《最終幻想14》擴充包《苍穹之禁城》的製作，他理解第一開發事業本部已經開始製作《最终幻想VII 重制版》，但他需要在《最終幻想14》和《最終幻想16》之間找到工作平衡。為此，吉田組成一個由自己、前廣和豐和設計師權代光俊組成的小型規劃團隊。由於身為《最終幻想14》製作人兼導演的職責過於繁重，因此吉田決定只擔任《最終幻想16》的製作人，不再兼任導演。高井浩曾與吉田在《最終幻想14》上合作，加之在開發團隊中的受歡迎程度及在视觉效果方面的經驗，因此在系列中有經驗而被選為《最終幻想16》的主導演。由于高井浩和前廣和豐為下一個擴充包《红莲之狂潮》找到了替代人員，因此完整的製作工作在2016年《蒼穹之禁城》3.4補丁發布後開始。開發團隊也受到了史克威爾艾尼克斯第一開發事業本部泰安江領導的《王國之心》團隊，以及白金工作室田浦貴久領導的團隊的支持。
在創作世界設計和故事時，團隊有參考《最終幻想XV》開放世界設計和故事敘述的回饋問題。高井浩的目標是打造一款易於使用的動作型戰鬥系統，並呈現一個成熟的黑暗奇幻故事。吉田希望遊戲不僅能迎合未成年或成年人，也要能夠吸引“所有世代玩家”。他還希望將遊戲與常見的刻板印象區分，例如動漫風格的藝術設計與以青少年為核心的故事。雖然曾考慮PlayStation 4的版本，但為了不限制團隊的創作野心，最終放棄這個想法並開發為PlayStation 5的獨佔版本。
由于2019冠状病毒病疫情的發生，團隊不得不轉為遠距離工作，生產進度也因此與史克威尔艾尼克斯總部和外包公司之間的溝通問題而落後半年。2020年底，開發和遊戲劇情的基礎工作已完成，但團隊将繼續在“大型”資源如頭目戰和開發工具上工作。2022年4月，遊戲開發已進入最後階段，只剩下團隊正在完善的支線任務。同年6月，由于遊戲已經可以完整遊玩，因此開發工作重點轉向遊戲打磨和進行不同語言的語音錄製。最初計劃作為雙碟發行，但為了降低生產成本並避免母盤製作問題，團隊只好設法將遊戲壓縮至一張碟片。遊戲發行後，製作團隊解散並參與其他項目。

### 設計
在選擇遊戲的戰鬥系統時，吉田直樹對《最終幻想》社群進行調查，發現粉絲對動作戰鬥系統和傳統的回合制戰鬥系統存在分歧。在考慮對銷售的潛在影響和現代遊戲趨勢後，吉田選擇即時動作戰鬥系統。吉田承認這種做法與其他遊戲決策可能令系列粉絲兩極化，但他坚信為了取悅所有粉絲而盡可能融入所有元素，可能會導致製作出“一個不夠成熟的半成品游戲”。在遊戲早期的開發過程中，團隊採用遊戲設計測試系統並徹底廢棄不成功的系統，令史克威尔艾尼克斯的高階主管對團隊的進展緩慢感到沮喪。由於開發時間超出合理範圍，因此團隊最終決定放棄開放世界的設計。為了簡化玩家的操控需求，克萊夫是唯一被設定為可操控的角色，此外玩家也能夠進行有限控制的指令，而其他隊員則由AI操控。
除了《王國之心》團隊外，史克威尔艾尼克斯在動作戰鬥設計領域的經驗較少。吉田直樹邀請曾參與《惡魔獵人》系列開發的卡普空旗下戰鬥設計師鈴木良太擔任戰鬥設計。本作戰鬥系統的設計理念是將《最终幻想V》的機制轉化為即時戰鬥系統。全部召喚獸在戰鬥中都具有獨特的機制。其中最早完成的召喚獸間的鬥爭是與迦樓羅的對戰，這是因為其基礎設計在整個開發過程中幾乎未作更改。這些戰鬥場景沒有任何加載畫面，遊戲玩法和對話被混合進最終序列中。在開發的前半階段，曾計劃為克萊夫設計一個召喚獸的職業系統，但因對克萊夫遊戲內外觀的限制，最終選擇放棄。《最終幻想》的經典職業則成為敵人和一些NPC的設計靈感。
由于吉田直樹喜歡前廣和豐的寫作風格和世界建構，因此邀請前廣和豐參與開發。儘管前廣和豐接受了邀請，但他當時還在忙於《苍穹之禁城》的劇情工作直到2016年才開始全身心投入開發。最初的故事靈感來自《权力的游戏》的早期劇情，同時也借鑑經典和現代的動漫元素以避免過多的相似性。初步劇本由前廣和豐撰寫，之後由麥可·克里斯托福·科吉·福克斯（Michael-Christopher Koji Fox）進行檢查和完善。遊戲中的對話在任何遊戲設計定稿前就已寫好。劇本首先用日文撰寫，然後再翻譯成英文，並用於初步對話和過場動畫錄製。團隊選擇傳統的中世紀背景和風格是因為喜歡經典《最終幻想》遊戲中的風格，同時也為了擺脫令系列「停滯」的近期作品的科幻元素。前廣和豐以召喚獸作為核心概念設計了世界地圖，並圍繞各國的地理環境建構不同國家的設定創作故事。
吉田直樹始終將本作視為克萊夫的故事，着重於他在紛爭不斷的國家間與不同的人物建立關係。故事的核心主題是價值觀的衝突。克萊夫和狄恩的灵感分别来自黑暗王子和光明王子的原型進行設計。水晶是反覆出現在最終幻想系列的元素，但在本作中是枯竭的燃料，而「顯化者」和召喚獸則作為大規模殺傷性武器。反覆出現的營銷標語“水晶遺產的歷史已經塑造得足夠長久”，這意味著同時質疑水晶賦予人類力量的角色與科幻風格的決裂。本作以《最終幻想》系列中已經確立並廣受歡迎的召喚獸為基礎。對比伊弗利特早期作為新手召喚獸的形象，伊弗利特此次將扮演重要角色。本作故事沒有使用CGI，而是透過即時電影和遊戲內對話進行敘述。這些即時電影由《最終幻想》系列資深CGI導演野末武志負責。

### 音樂
祖坚正庆是本作的首席作曲家，而其他作曲家有今村貴文、石川大樹、矢崎早彩和賈斯汀·弗里登，甚至還安排了鈴木剋崇、古川亮、TomoLow以及Keiko一起為祖堅的作品進行編曲。祖堅曾在《最終幻想14》與吉田直樹和高井浩合作，因此熟悉吉田直樹、高井浩和前廣和豐的世界設計風格而被邀請加入。對於本作，為了與《最終幻想14》中多樣化且較為輕快的旋律形成對比，祖堅解释他有統一的黑暗奇幻設定的音樂靈感方向。最初要求創作140首音樂，但遊戲最終收錄了超過200首包括角色主題曲不同變奏的歌曲。由於眾多角色和情境的多樣性，祖堅為避免過於頻繁地重複使用同一首音樂才會有大量曲目。由於在《最終幻想14》工作很長時間，加上本作採用多種風格並向整個系列致敬，因此祖堅在為單人遊戲創作核心敘事和音樂主題時感到不適應。音樂是遊戲中敘事和遊戲玩法確定後最終定稿的元素。
音樂創作中的回憶集是由經過訓練的歌手和演員以口述和歌唱的形式演唱的吟遊詩人的歌曲，這歌曲會根據克萊夫在故事中的位置而發生變化。由於這些歌曲需要在多個語言中進行本地化並要以清唱的形式錄製，因此在音調和節奏上遇到了困難。另一首難以融入的曲目是與遊戲設定不符且反覆出現的《陸行鳥》的輕調主題曲。因此最終它並未以完整曲目的形式呈現，而是作為簡短的叮噹聲效呈現。為回應祖堅的要求，福克斯為多首帶有歌詞、包括勝利主題的曲目撰寫歌詞。為了創造出異樣感但又不使用虛構語言，福克斯決定將歌詞翻譯成古希腊语。遊戲的主題曲望月是由米津玄師創作並演唱。由于米津玄師和吉田直樹是對方作品的粉絲，因此雙方對這次合作表達了喜悅和熱情。

## 宣發與發行
關於《最終幻想16》的傳聞是在2019年末開始流傳，因為有報告指出第三開發事業本部已經完成一款新作的基礎開發工作。本作於2020年9月正式公佈。正式公佈後的數日，為了展示遊戲開發進展順利，首支預告片採用即時畫面。第二支預告片於2022年6月發布，其中展示了當年3月就已經準備好的召喚獸及相關遊戲的玩法和故事場景。然而，由於遊戲中有國家之間的戰爭描繪，加上一個月前的俄羅斯入侵烏克蘭，因此團隊決定推遲發布預告片。吉田直樹錄製了一段以遊戲與現實世界事件區分的訊息作為預告片的前言。第三支預告片展示了更多的遊戲內容，預計在2022遊戲大獎上公佈遊戲的發售日期。本作在2023年3月底確認已達成黃金狀態，並於6月12日發布遊戲開場部分和後期地牢區域的試玩版。
本地化工作由福克斯負責，演員選角和錄音則由音響公司Side的英國分公司處理。本作劇本與之前的作品不同，是用日語撰寫並翻譯成英文後再使用英文進行動作捕捉。儘管團隊嘗試使用自動化系統來讓日語配音匹配角色的口型，但沒有成功，也因此沒和日文唇語同步。由於公司政策和對編劇的“尊重”，吉田直樹沒有參與錄音過程。為了吸引北美市場，所有英文配音都是由歐洲演員完成。2022年12月，正式公佈本作的英配和日配配音員名單。與近期其他《最終幻想》作品相比，本作整個故事將在遊戲中完整呈現，因此沒有計劃推出如可下載內容或書籍等的“次級內容”。
一些西方媒體批評團隊對遊戲缺乏種族多樣性的解釋。關於遊戲世界中種族多樣性的呈現，吉田直樹表示這種缺乏多樣性的設定符合遊戲的中世紀歐洲背景和伐利斯傑亞地區的隔離狀態。吉田直樹承認存在潛在的代表性問題，但他擔心會打破玩家對遊戲背景的沉浸感以及主角或反派可能會與有問題的刻板印象聯繫在一起。因此團隊最終決定重度關注角色的個性和敘事，而並非他們的外表。吉田直樹在後續的回應中指出，遊戲世界的靈感來自全球各地的文化，並承認可能會有人不同意他們的做法。吉田直樹對將遊戲歸類為「JRPG」標籤的術語在歷史上所附帶的負面含義感到抵觸。
本作於2023年6月22日全球發行，主要發行的地區獲得較高的年齡評級。由於史克威尔艾尼克斯拒絕按照沙特阿拉伯的指導方針修改兩位男性角色的關係描繪，因此在沙烏地阿拉伯未能通過評級且被禁售。本作可以透過史克威尔艾尼克斯的線上商店購買包含額外遊戲道具、藝術書籍及獨特藝術的鋼鐵盒等配件的收藏版、豪華實體版或數位版。值得注意的是，克萊夫使用的劍是於2023年6月20日至7月19日，在伦敦塔的皇家兵械庫展示的現實生活中的複製品。團隊的原計劃是在不需要發布補丁的情況下發行，但最終還是以修復小型錯誤和優化性能的情況發布補丁。由于在正式發售前的一周遭到洩漏，史克威尔艾尼克斯只好發布聲明請求提前獲得遊戲的玩家不要劇透。
遊戲發行後，修正了一些圖形問題並增加額外的相機、控制和圖形選項。2023年9月，吉田確認兩部付費DLC正在開發中，並正式確認PC版的開發。此外，還發布克萊夫等角色的新服裝外觀。第一部主要DLC《天空殘響》於12月7日發行，講述克萊夫探索一座名為「賢者之塔」的故事。第二部DLC《滄海慟哭》於2024年4月18日發行，並且提供更多控制和圖形選項的補丁以及新的戰鬥挑戰。兩部DLC皆由曾參與《最终幻想XIII》和《紛爭》系列的鯨岡武生執導。雖然起初不重視敘事，但團隊決定在遊戲結局前，集中探索伐利斯傑亞隱藏或未解釋的要素上擴展場景。天空文明和利維坦在遊戲中有暗示，但因需要等待發布後內容的批准而未詳細解釋。2024年4月2日至5月8日，與《最終幻想XIV》連動活動。此外，由寶塚歌劇團的宙組改編的舞台劇也在開發中並預計於2024年首演。
PS5版在遊戲發行後限時獨佔六個月。雖然有Windows版本的傳聞，但吉田直樹否認知道移植計劃。後來證實正在計畫中的Windows版本不會在近期推出。Windows版本預計於2024年9月17日發行，其中分为標準版和包含兩個DLC擴充內容的“完全版”。官方於8月同時宣佈移植版和開放遊戲開頭部分的試玩版。移植版與主机版都是相同的團隊製作，并且還新增擴展圖形和性能選項以適應不同的PC配置。後來高井浩表示，移植版發布會被推遲是因為限時獨佔協議和對PS5與PC進行對團隊來說“不可能”的優化工作量。
2025年6月9日，史克威尔艾尼克斯宣布本作在Xbox游戏发布会亮相以后立即发售Xbox Series X/S版本，现已正式发售。游戏支持Xbox Play Anywhere特性。

## 评价
| 汇总媒体             | 得分   |
| -------------------- | ------ |
| Metacritic           | 87/100 |
| OpenCritic（推荐率） | 92%    |

| 媒体                  | 得分      |
| --------------------- | --------- |
| Destructoid           | 9/10      |
| Digital Trends        | 3/5颗星   |
| Edge                  | 7/10      |
| Eurogamer             | 3/5颗星   |
| Game Informer         | 8.5/10    |
| GamesRadar+           | 4.5/5颗星 |
| GameSpot              | 9/10      |
| IGN                   | 9/10      |
| RPGFan                | 97/100    |
| Video Games Chronicle | 4/5颗星   |
| Fami通                | 39/40     |

遊戲發售後獲得了業界整體優秀的評價，Metacritic上獲得87%好評率，而OpenCritic則獲得92%推薦率。
GameSpot的麥可·海厄姆（Michael Higham）稱讚以黑暗主題作為故事劇情的處理，並認為角色陣容令人愉快，而IGN的米切爾·薩爾茲曼（Mitchell Saltzman）對故事和角色高度認同，並讚揚主角的演出。《Game Informer》的魏斯理·勒布朗（Wesley LeBlanc）欣賞更廣泛的敘事，《Edge》编辑指出敘事雖大，但卻與遊戲結構不太契合。 Video Games Chronicle的喬丹·米德勒（Jordan Middler）認為故事開始時因充滿世界構建和陌生術語導致節奏較慢，但故事卻講述得很好。GamesRadar+的伊恩·哈里斯（Iain Harris）形容遊戲背景設定為早期系列作品的回歸，並指出其環境主題和一些糟糕的對話。Destructoid的艾瑞克·范艾倫（Eric Van Allen）指出故事有雄心，但認為有些主題沒有解決好。Eurogamer的艾德溫·艾文思-瑟爾韋爾（Edwin Evans-Thirlwell）稱讚克萊夫的故事線及敘事對系列主題的探討，並指出配角間存在“肆意背叛和隱約的厭女情節”。同樣，RPGFan的扎克·威爾克森（Zach Wilkerson）認為女性角色刻畫不足，但總體上對敘事和全部角色表示讚賞。Digital Trends的喬望尼·科蘭托尼奧（Giovanni Colantonio）認為在克萊夫復仇結束後，故事變得缺乏吸引力且少有令人難忘的角色，但還是讚揚整體的世界觀。一些批評者指出遊戲中缺乏種族多樣性和代表性的問題。
麥可·海厄姆稱讚通過遊戲圖形和電影畫面增強的整體故事和設計，而Edge和扎克·威爾克森讚賞遊戲畫面的細節和多樣性。喬丹·米德勒雖讚賞整體視覺設計，但指出一些過場動畫中配角的動作生硬。對於戰鬥和召喚獸場景的視覺效果，伊恩·哈里斯認為這些效果偶爾會讓玩家看不清動作。魏斯理·勒布朗認為NPC設計缺乏細節或多樣性，並表示視覺效果偶爾會妨礙遊戲體驗。米切爾·薩爾茲曼和麥可·海厄姆注意到遊戲幀率不穩定的問題。為遊戲創作配樂的祖坚正庆則受到高度讚揚。

### 發售後
《最終幻想16》在發售週的實體銷售量超過33.6萬份，成為日本最暢銷的遊戲。本作在英國首周亦是銷售冠軍，但實體銷售量明顯低於《最終幻想15》。在美國發售的首月，本作是僅次於《暗黑破坏神IV》的第二暢銷作品。《最終幻想16》在發售首周的銷售量超過三百萬份。然而，史克威尔艾尼克斯的報告和聲明指出，儘管銷售量強勁但却未能達到公司較高的預期，加上其他因素導致該公司的股價下跌。史克威尔艾尼克斯的總裁桐生隆司將此歸咎於主機的普及速度慢，並表示公司將繼續推廣該遊戲。 2024年5月，桐生隆司表示《最終幻想16》和其他大型作品未能達到長期銷售的預期。

### 獎項
| 年份   | 獎項                   | 類別                       | 結果         | 參考資料        |
| ------ | ---------------------- | -------------------------- | ------------ | --------------- |
| 2022年 | 2022遊戲大獎           | 最受期待遊戲               | 提名         | [ 96 ]          |
| 2023年 | 金摇杆奖               | 年度最佳遊戲               | 提名         | [ 97 ]          |
| 2023年 | 金摇杆奖               | 最佳主演 （本·斯塔尔）     | 獲獎         | [ 97 ]          |
| 2023年 | 金摇杆奖               | 最佳配角 （拉爾夫·尹愛森） | 提名         | [ 97 ]          |
| 2023年 | 金摇杆奖               | 最佳音效                   | 獲獎         | [ 97 ]          |
| 2023年 | 金摇杆奖               | 年度PlayStation遊戲        | 提名         | [ 97 ]          |
| 2023年 | 第14屆好萊塢傳媒音樂獎 | 最佳遊戲原創配樂           | 提名         | [ 98 ]          |
| 2023年 | 第14屆好萊塢傳媒音樂獎 | 最佳廣告原創歌曲/配樂      | 獲獎         | [ 98 ]          |
| 2023年 | 2023遊戲大獎           | 最佳敘事                   | 提名         | [ 99 ]          |
| 2023年 | 2023遊戲大獎           | 最佳原聲/音樂配樂          | 獲獎         | [ 99 ]          |
| 2023年 | 2023遊戲大獎           | 最佳演出 （本·斯塔尔）     | 提名         | [ 99 ]          |
| 2023年 | 2023遊戲大獎           | 最佳角色扮演遊戲           | 提名         | [ 99 ]          |
| 2024年 | 紐約遊戲大獎           | 最佳遊戲世界               | 提名         | [ 100 ] [ 101 ] |
| 2024年 | 紐約遊戲大獎           | 最佳遊戲音樂               | 提名         | [ 100 ] [ 101 ] |
| 2024年 | 紐約遊戲大獎           | 最佳遊戲演員 （本·斯塔尔） | 提名         | [ 100 ] [ 101 ] |
| 2024年 | 第27屆D.I.C.E.大奖     | 年度角色扮演遊戲           | 提名         | [ 102 ]         |
| 2024年 | 第27屆D.I.C.E.大奖     | 動畫領域傑出成就獎         | 提名         | [ 102 ]         |
| 2024年 | 第24屆遊戲開發者選擇獎 | 年度遊戲                   | 入圍短名單   | [ 103 ] [ 104 ] |
| 2024年 | 第24屆遊戲開發者選擇獎 | 傑出音效                   | 入圍短名單   | [ 103 ] [ 104 ] |
| 2024年 | 第24屆遊戲開發者選擇獎 | 最佳技術                   | 入圍短名單   | [ 103 ] [ 104 ] |
| 2024年 | 第24屆遊戲開發者選擇獎 | 傑出視覺藝術               | 提名         | [ 103 ] [ 104 ] |
| 2024年 | 第24屆遊戲開發者選擇獎 | 觀眾獎                     | 提名         | [ 103 ] [ 104 ] |
| 2024年 | 第20屆英國學院遊戲獎   | 最佳主演獎 (本·斯塔尔)     | 入圍初选名单 | [ 105 ]         |
| 2024年 | 第20屆英國學院遊戲獎   | 動畫獎                     | 入圍初选名单 | [ 105 ]         |
| 2024年 | 第20屆英國學院遊戲獎   | 音效獎                     | 入圍初选名单 | [ 105 ]         |
| 2024年 | 第20屆英國學院遊戲獎   | 音樂獎                     | 入圍初选名单 | [ 105 ]         |
| 2024年 | 第20屆英國學院遊戲獎   | 藝術成就獎                 | 提名         | [ 106 ] [ 107 ] |
| 2024年 | 第20屆英國學院遊戲獎   | 叙事奖                     | 提名         | [ 106 ] [ 107 ] |
| 2024年 | 第20屆英國學院遊戲獎   | 配角奖 （拉爾夫·尹愛森）   | 提名         | [ 106 ] [ 107 ] |
| 2024年 | 第20屆英國學院遊戲獎   | 革新獎                     | 提名         | [ 106 ] [ 107 ] |
| 2024年 | 2024年日本游戏大奖     | 優秀獎                     | 獲獎         | [ 108 ]         |